# Carla Ronci
Carla Ronci (Rimini, 11 aprile 1936 – Rimini, 2 aprile 1970), è stata una laica consacrata italiana, dichiarata Venerabile dalla Chiesa cattolica.
Nata a Rimini, in Emilia-Romagna, Ronci trascorse gran parte della sua vita a Torre Pedrera, una delle frazioni settentrionali della città. All'età di 14 anni, fu attratta dalle Suore Orsoline di Verona, con le quali in seguito discernette una vocazione. Nel 1961, dopo un breve periodo nel noviziato delle Orsoline, Ronci si unì all'istituto secolare Ancelle Mater Misericordiae di Macerata. Fu notevole per il suo servizio nella sua chiesa parrocchiale, la Chiesa della Beata Vergine del Carmine, ed era particolarmente attiva nella liturgia della chiesa, nel ministero giovanile e nella catechesi. Ronci morì di cancro a Rimini il 2 aprile 1970, all'età di 33 anni.
Ronci è localmente ricordata come la "santa della Vespa" per il suo uso dello scooter, e spesso descritta come una "contemplativa in azione".

## Biografia

### Infanzia e formazione
Ronci nacque l'11 aprile 1936 nell'ospedale maternità "Aiuto Materno" a Rimini, da genitori Mario Ronci, un pescatore, e Jolanda Casalboni, una venditrice di frutta. Fu battezzata due giorni dopo nello stesso ospedale. La maggiore di tre figli, crebbe a Torre Pedrera, una frazione costiera e suburbana a nord di Rimini, nella parrocchia della Chiesa della Beata Vergine del Carmine.
Ronci fece la sua prima confessione, prima comunione e cresima all'età di sei anni. Le circostanze finanziarie della famiglia non le permisero di proseguire oltre l'istruzione elementare: dalla quinta elementare imparò a fare la sarta e si occupava di una capra per procurare latte fresco. Nel suo tempo libero, Ronci faceva la babysitter e aiutava nel negozio di famiglia.

### Discernimento con le Orsoline
Ronci iniziò a frequentare le Suore Orsoline di Verona nel 1950, all'età di 14 anni, durante l'anno santo proclamato da Papa Pio XII. Fu colpita dalle suore che gestivano l'asilo a Torre Pedrera e iniziò il suo percorso spirituale, guidata dalle suore e dal suo parroco. Abbandonò sia il cinema che le riviste, che le piacevano.
Ronci si unì all'apostolato giovanile dell'Azione Cattolica, e le fu affidata la catechizzazione di dieci ragazze, che crebbero in numero fino a trenta. Ronci era particolarmente devota al Cuore Immacolato di Maria, nello spirito della Milizia dell'Immacolata. Organizzava laboratori di sartoria per giovani ragazze a casa sua, che divennero popolari eventi sociali così come classi catechistiche, un pellegrinaggio annuale a un santuario, un festival annuale per bambini, una recita per il compleanno del parroco e una raccolta fondi di fiori di stoffa per un'università cattolica.
Il 20 ottobre 1956, Ronci prese un voto privato di castità. Il 19 agosto 1957, fece un voto di povertà. Espresse il desiderio di discernere una vocazione religiosa con le Orsoline, ma fu scoraggiata dagli amici, dalla famiglia e dal parroco.
Il 3 febbraio 1958, con la complicità di sua madre, Ronci fuggì al noviziato delle Orsoline a Scanzorosciate, Bergamo. Fu visitata frequentemente da suo padre, romagnolo e comunista, che la portò a casa con la forza il 9 marzo 1958. Sebbene Ronci tornasse al noviziato, dopo quattro mesi, la Madre Superiora decise che la resistenza della sua famiglia indicava l'inadeguatezza di Ronci alla vita religiosa.

### Ancelle Mater Misericordiae
Tornata a casa, Ronci svolse un ruolo attivo nella sua parrocchia, inclusa l'animazione della liturgia, la manutenzione della biblioteca parrocchiale, la cura e la gestione finanziaria della chiesa, un piccolo cinema per bambini, e attività e catechesi per bambini. Si allontanava occasionalmente da Torre Pedrera per ritiri solitari, visitando specialmente Camaldoli.
Nel 1960, Ronci entrò in contatto con l'istituto secolare Ancelle di Mater Misericordiae di Macerata. Dopo aver partecipato a un corso di esercizi spirituali con loro, fece domanda per unirsi nel 1961. Il 6 gennaio 1963, Ronci fece la sua professione di voti, che offrì particolarmente per la santità dei sacerdoti.
Ronci continuò a vivere a Torre Pedrera, lavorando per la Gioventù Femminile, l'ala giovanile dell'Azione Cattolica. Nel ottobre del 1965, Ronci fu affidata a un piccolo gruppo catechetico per adolescenti.

### Morte

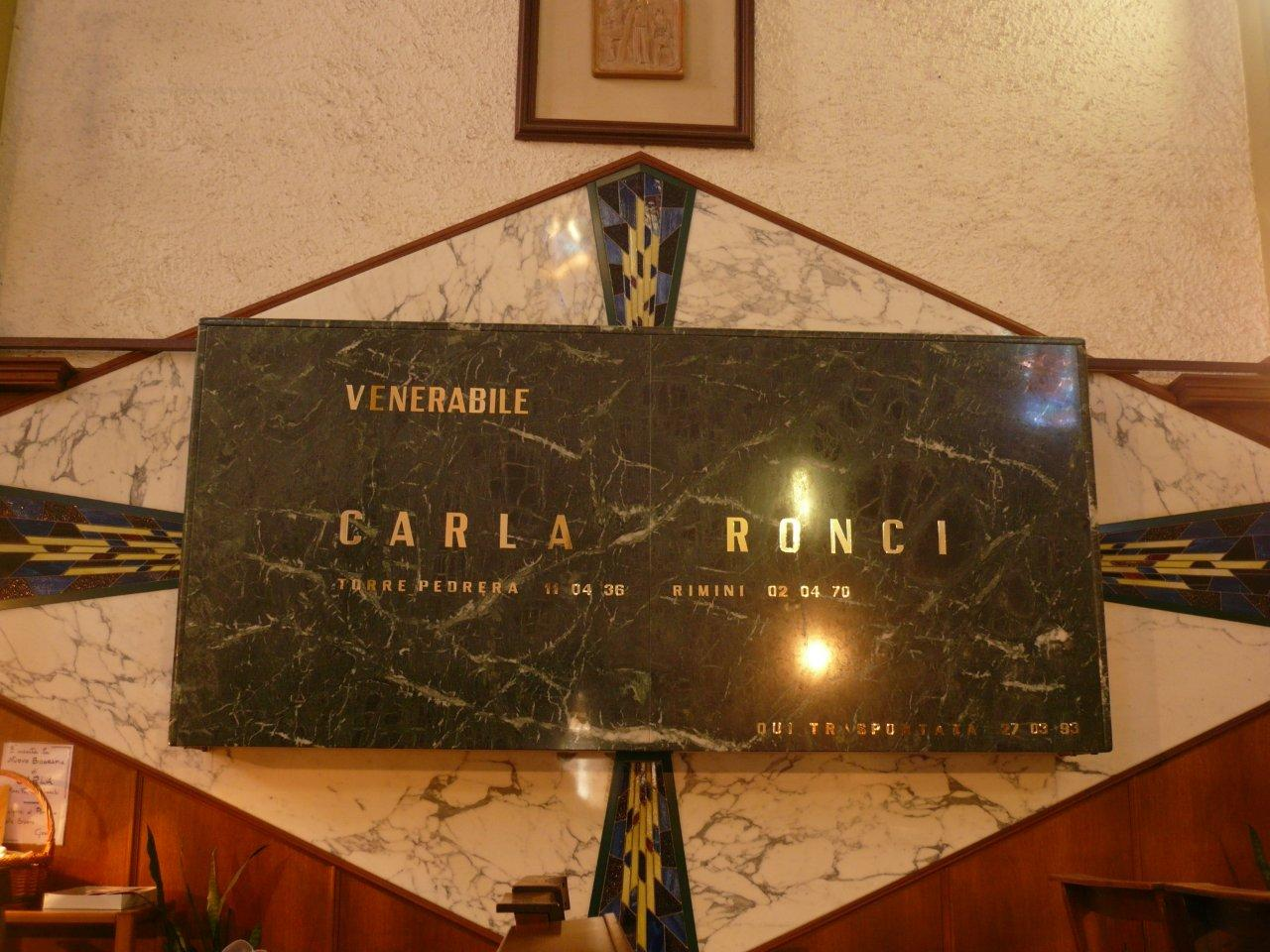
La lapide di Ronci nella Chiesa della Beata Vergine del Carmine a Torre Pedrera

Nell'agosto del 1969, a Ronci fu diagnosticato un cancro al fegato. Dopo la diffusione del cancro ai suoi polmoni, fu ammessa all'Ospedale Sant'Orsola di Bologna il 21 gennaio 1970. Il 1 aprile 1970, fu trasferita alla clinica "Villa Maria" di Rimini per cure palliative, dove le furono amministrati l'unzione degli infermi. Morì alle 17:05 del 2 aprile 1970, all'età di 33 anni,  fu sepolta nella Chiesa della Beata Vergine del Carmine a Torre Pedrera.

## Culto
Il postulatore di Ronci fu Don Fausto Lanfranchi, un sacerdote che fu vice-postulatore per Alberto Marvelli e Oreste Benzi, e postulatore per Sandra Sabattini.
Ronci fu proclamata Venerabile da Papa Giovanni Paolo II il 7 luglio 1997. È ricordata nel giorno della sua morte, il 2 aprile.

## Eredità
L'urna funeraria in marmo di Ronci nella Chiesa della Beata Vergine del Carmine a Torre Pedrera rimane un luogo di pellegrinaggio. Nell'ottobre del 2010, la chiesa ospitò una mostra fotografica sulla sua vita. Una scuola elementare a Torre Pedrera porta il nome di Ronci. Nel aprile del 2011, una piazza a Montecorvino Pugliano fu dedicata a lei.
Lanfranchi, il postulatore di Ronci per la beatificazione, ha scritto più edizioni della biografia di Ronci, La vita è meravigliosa, e nel dicembre del 2005, Lanfranchi pubblicò il diario di Ronci. I suoi scritti sono stati tradotti in tedesco, giapponese e polacco, e un sito web in lingua tedesca le è stato dedicato nel 2018.
Amici di Alberto e Carla, una rivista biennale pubblicata dalla Diocesi di Rimini in inglese e italiano, diffonde informazioni sulle vite di Ronci e Marvelli. Nel marzo del 2018, la rivista contava 9.000 abbonati in italiano e 1.400 in inglese.
Nell'estate del 2009, il Centro Studi Lauretani, in collaborazione con le Ancelle di Mater Misericordiae, ospitò una mostra devozionale sulla vita di Ronci a Loreto. Una rappresentazione teatrale sulla vita di Ronci doveva essere eseguita nella Chiesa di San Martino di Bordonochio a Rimini nel febbraio del 2020, ma fu cancellata a causa della pandemia di COVID-19.